# 新谷站 (日本)
新谷站（日语：／ Niiya eki */?）是一位於日本愛媛縣大洲市新谷、隸屬於四國旅客鐵道（JR四國）的鐵路車站。車站編號為U13。
本站最初為第一代內子線的中途站，列車由主線上的五郎站轉入支線到達，再通往舊內子站，後來因應予讚線高速化而興建短程連絡線，本站改為與伊予大洲站連結，1986年短程連絡線完工，原與五郎站的路軌亦被廢除。
雖然在JR正式定義上，本站歸屬內子線，但不論在列車系統及車站編號上，早已視作予讚線的一部份。

## 車站結構
現時採用簡易車站模式，不設站舍，也未有在月台內外設置自動售票機或洗手間。舊內子線時代，車站設置於現位置的東邊，有一木製站舍，現時已經不再存在。
第一代車站設有島式月台1個，提供1面2線的配置。
現時則設有側式月台2座，提供2面2線的配置，有效長度為4輛。整個月台的配置都非常簡單，只在中央部份設有蓋候車亭及座椅而已。而月台之間的連接是以站外的平交道連接，
由於兩邊採用Y型轉轍器，因此列車靠站時均採用左側月台。曾經月台上並沒有標示月台編號，但在月台外圍則有指示牌上行或下行列車的所屬月台。現時已加回月台編號。月台的出入口則設於末端向喜多山方向，也只提供梯級上落。

### 月台配置
| 月台 | 路線            | 方向 | 目的地                       |
| ---- | --------------- | ---- | ---------------------------- |
| 1    | ■內子線、予讚線 | 上行 | 內子、松山方向               |
| 2    | ■予讚線         | 下行 | 伊予大洲、八幡濱、宇和島方向 |

## 相鄰車站
四國旅客鐵道（JR四國）
■內子線、予讚線（新線）
喜多山（U12）－新谷（U13）－（伊予若宮信號場）－伊予大洲（U14）
- 路線名稱以此站往喜多山方向為內子線、伊予大洲方向為予讚線。

### 曾經存在的路線
日本國有鐵道
內子線（廢除路段）
五郎－新谷